# Леонтьев, Леонид Павлович
Леонид Павлович Леонтьев (24 августа 1913, Санкт-Петербург — 6 февраля 1983, Алма-Ата, Казахская ССР, СССР) — советский живописец, народный художник Казахской ССР (1974), заслуженный деятель искусств Казахской ССР (1961).

## Биография
В 1939 году окончил факультет живописи Ленинградского художественного института (студия Б. В. Иогансона).
С 1939 года жил в Алма-Ате, руководил отделом управления по делам искусств Совнаркома Казахской ССР.
В 1939—1959 годах преподавал в Алма-Атинском художественном училище.

## Награды
- Народный художник Казахской ССР (1974)

- Заслуженный деятель искусств Казахской ССР (1961)
- Орден Трудового Красного Знамени (3 января 1959) — за выдающиеся заслуги в развитии казахского искусства и литературы и в связи с декадой казахского искусства и литературы в гор. Москве
- Медали

## Творчество
Леонид Леонтьев создал много произведений, отражающих повседневную жизнь Казахской ССР: «Колхозный базар» (1940), «Казахстанские ковродельщики» (1949), «Сессия ВАСХНИЛа. Выступает Ибрай Жахаев» (1952—1953, панно), «В правлении колхоза» (1957), «Чабаны» (1958).
Также написал портреты многих казахстанских деятелей искусств: «Портрет художника Сергея Калмыкова» (1946), «Портрет кинорежиссёра Султана-Ахмета Ходжикова» (1973), «Портрет художника К. Тельжанова» (1982), «Портрет скульптора Еркина Мергенова» (1982) и других.

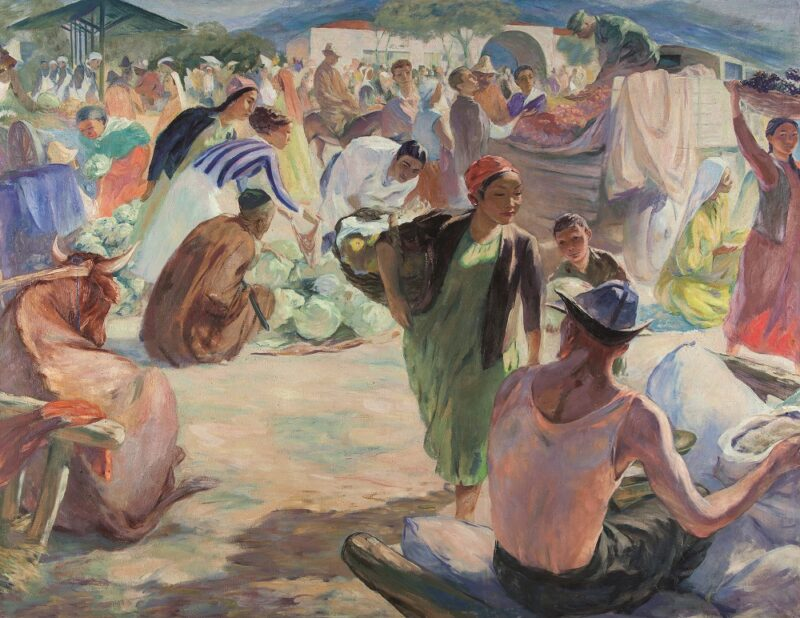
«Колхозный базар». СССР, КазССР, Алма-Ата, 1940 г. Государственный музей искусств Республики Казахстан имени Абылхана Кастеева.
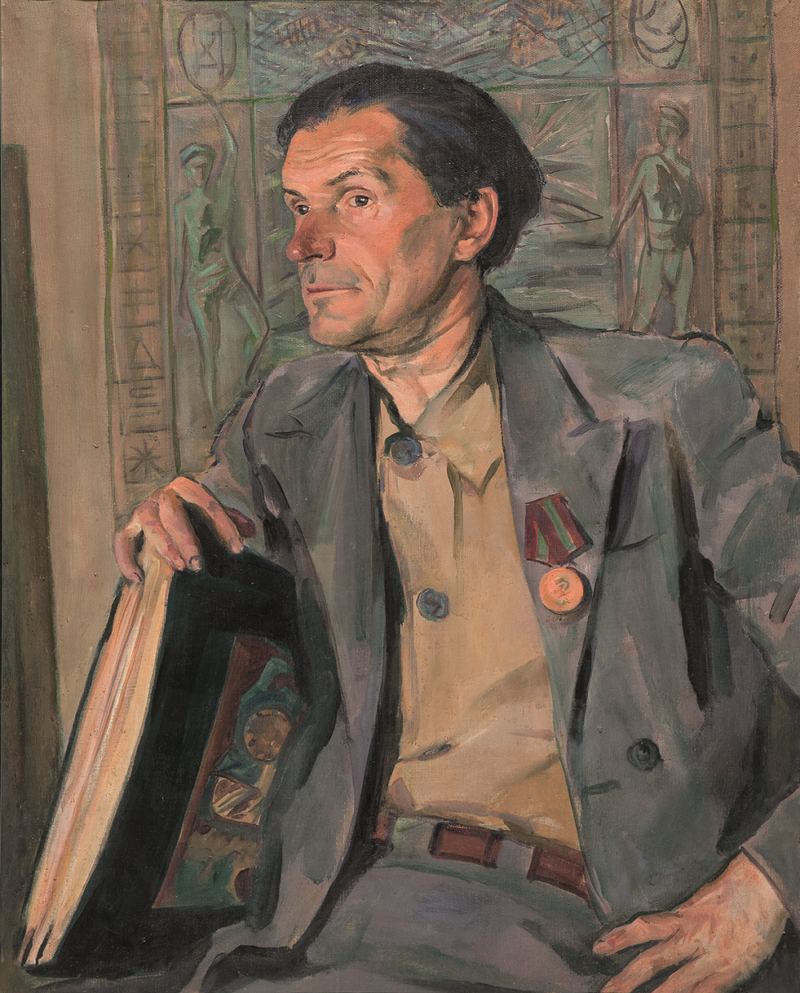
«Портрет Сергея Калмыкова». СССР, КазССР, Алма-Ата, 1946 г. Государственный музей искусств Республики Казахстан имени Абылхана Кастеева.